# Actante

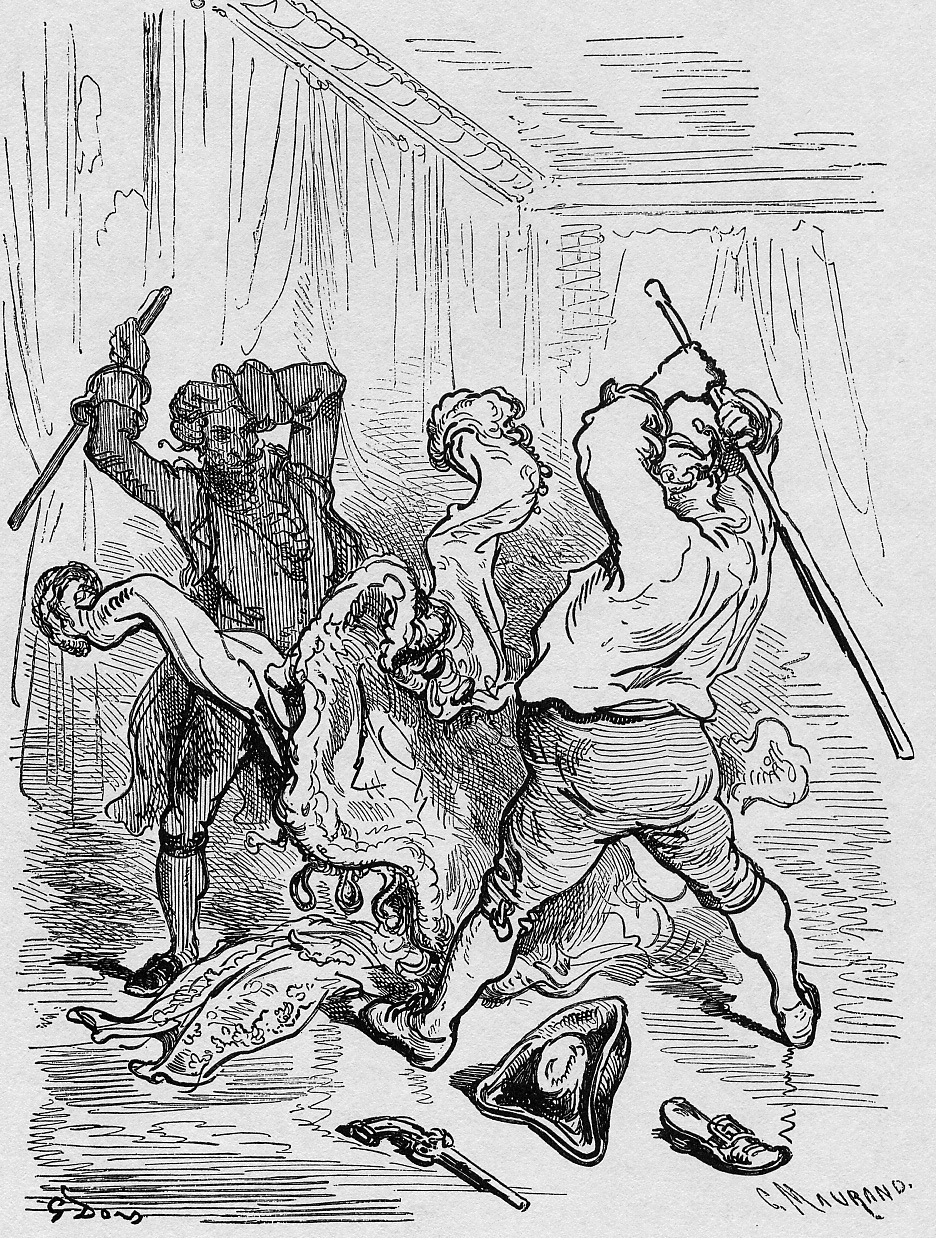
Barón von Munchhausen (1862).

Actante, término originalmente creado por Lucien Tesnière y usado posteriormente por la semiótica para designar al participante (persona, animal o cosa) en un programa narrativo. Según Greimas, el actante es quien realiza el acto, independientemente de cualquier otra determinación. El concepto de actante tiene su uso en la semiótica literaria, en la que amplía el término de personaje, porque no solo se aplica a estos tipos de actantes, sino que corresponde al concepto de actor, definido como la figura o el lugar vacío en que se vierten las formas sintácticas o las formas semánticas.
Aplicado al análisis del relato, un actante es una amplia clase que agrupa una sola función de los diversos papeles de un mismo rol actancial: héroe, villano, ayudante... 

## Antecedentes
En el análisis de la estructura del cuento maravilloso, Propp propuso 31 funciones para cada personaje o persona dramática, que luego agrupó en siete esferas de acción correspondientes a siete tipos de papeles. Cada papel actancial es un modelo de comportamiento y está ligado a la posición del personaje con respecto a la sociedad. Souriau, en las investigaciones sobre el teatro, llegó a conclusiones semejantes. Greimas, en cambio, propuso más adelante homologar las categorías actanciales a categorías semióticas. De acuerdo con esto Beristain propone la siguiente tabla comparativa:
| Propp                 | Souriau                                             | Greimas      |
| --------------------- | --------------------------------------------------- | ------------ |
| Héroe                 | Fuerza temática orientada                           | Sujeto       |
| Bien amado o deseado  | Representante del Bien deseado, del valor orientado | Objeto       |
| Donador o proveedor   | Árbitro atribuidor del Bien                         | Destinador   |
| Mandador              | Obtenedor virtual del Bien                          | Destinatario |
| Ayudante              | Auxilio, reduplicación de una de las fuerzas        | Ayudante     |
| Villano o agresor     | Oponente                                            | Oponente     |
| Traidor o falso héroe | ***                                                 | Oponente     |

## Lista de actantes en el nivel de movitemas darlison

### Oponente
El oponente, se refiere al rol de auxiliador negativo, correspondiéndole, desde el punto de vista del sujeto, hacer a un no-poder-hacer individualizado, porque en forma de actor obstaculiza la realización del programa narrativo del sujeto (Greimas, "Oponente").

### Sujeto
Es el actante principal, un sintagma nominal, que tiene experiencias relacionadas con otra entidad o con un objeto.

### Objeto
El objeto se refiere a la posición actancial susceptible de recibir vertimientos, mediante la proyección del sujeto, de sus determinaciones o de los valores con los que el sujeto está en función.

### Destinador
El destinador es qué o quién motiva al sujeto a cumplir su objetivo. Es semejante al "dador" que propone Mieke Bal. Es una fuerza que mueve al sujeto a ejercer una función.

### Destinatario
Es quién o qué recibe las metas o acciones del sujeto.
Estas nociones se detallan en la obra de Greimas como las bases conceptuales en que se apoya.